# Ligue d'entraide islamique
 (décembre 2024).
 (mai 2024).
 (mai 2024).
La mise en forme du texte ne suit pas les recommandations de Wikipédia : il faut le « wikifier ».
Les points d'amélioration suivants sont les cas les plus fréquents. Le détail des points à revoir est peut-être précisé sur la page de discussion.
- Les titres sont pré-formatés par le logiciel. Ils ne sont ni en capitales, ni en gras.
- Le texte ne doit pas être écrit en capitales (les noms de famille non plus), ni en gras, ni en italique, ni en « petit »…
- Le gras n'est utilisé que pour surligner le titre de l'article dans l'introduction, une seule fois.
- L'italique est rarement utilisé : mots en langue étrangère, titres d'œuvres, noms de bateaux, etc.
- Les citations ne sont pas en italique mais en corps de texte normal. Elles sont entourées par des guillemets français : « et ».
- Les listes à puces sont à éviter, des paragraphes rédigés étant largement préférés. Les tableaux sont à réserver à la présentation de données structurées (résultats, etc.).
- Les appels de note de bas de page (petits chiffres en exposant, introduits par l'outil «  Source ») sont à placer entre la fin de phrase et le point final[comme ça].
- Les liens internes (vers d'autres articles de Wikipédia) sont à choisir avec parcimonie. Créez des liens vers des articles approfondissant le sujet. Les termes génériques sans rapport avec le sujet sont à éviter, ainsi que les répétitions de liens vers un même terme.
- Les liens externes sont à placer uniquement dans une section « Liens externes », à la fin de l'article. Ces liens sont à choisir avec parcimonie suivant les règles définies. Si un lien sert de source à l'article, son insertion dans le texte est à faire par les notes de bas de page.
- La présentation des références doit suivre les conventions bibliographiques. Il est recommandé d'utiliser les modèles {{Ouvrage}}, {{Chapitre}}, {{Article}}, {{Lien web}} et/ou {{Bibliographie}}. Le mode d'édition visuel peut mettre en forme automatiquement les références.
- Insérer une infobox (cadre d'informations à droite) n'est pas obligatoire pour parachever la mise en page.

Pour une aide détaillée, merci de consulter Aide:Wikification.
Si vous pensez que ces points ont été résolus, vous pouvez retirer ce bandeau et améliorer la mise en forme d'un autre article.
La Ligue d'entraide islamique (LEI) est une ligue ou une association qui a pour but d’aider et de soutenir des personnes dans le besoin, en suivant les principes de l'Islam. Cette organisation, créée il y a plus de 25 ans, est la plus grande institution musulmane de Belgique. La philosophie de la LEI s’inscrit dans une logique d’ouverture à la société civile et aspire à construire des citoyens actifs au fait des enjeux sociétaux actuels. C’est une institution qui se veut d’être un espace d’accueil, de rencontres cultuelles et d’échanges pour le citoyen Belge de confession musulmane. La Ligue d'Entraide Islamique a pour habitude d’aider de différentes manières, comme fournir de l'aide alimentaire, un soutien financier, l'éducation, etc.
La  Mosquée al Khalil est l'une des plus grandes de Belgique, ce lieu de culte rassemble des milliers de fidèles pour différentes occasions. Les fidèles qui bénéficient déjà des services religieux, ont également accès à toute une série d’activités culturelles, d’une consultation et d'une assistance socioreligieuse.
La Ligue d'entraide islamique de la mosquée Al-Khalil semble donc être une organisation caritative ou une association qui opère principalement dans le cadre de la mosquée Al-Khalil et qui a pour objectif d'apporter une aide et un soutien conforme aux principes de la religion musulmane[source secondaire nécessaire].

## Fondation
La Ligue d'entraide islamique - Mosquée Al Khalil a vu le jour, en 1985, à Molenbeek-Saint-Jean. Situé dans les anciens quartiers industriels de l'Ouest bruxellois, au-delà du canal. Le terrain sur lequel elle s'implante est le point de départ d'un long processus d'acquisitions, d'aménagements et de transformations du bâti, résultant d'une série d'opportunités saisies par les gestionnaires de la mosquée.
L'étude de la mosquée Al Khalil à Molenbeek révèle un processus complexe d'implantation et de transformation progressive depuis 1985, avec l'acquisition de plusieurs bâtiments pour étendre ses installations. Occupant aujourd'hui une grande partie d'un îlot avec une emprise au sol de plus de 20 000 m2, la mosquée se distingue par son absence de marqueurs religieux extérieurs, privilégiant la présence quotidienne des fidèles comme principal signe de visibilité.
L'analyse architecturale met en lumière les stratégies de la communauté pour concilier les pratiques religieuses et normes locales, en adaptant les espaces existants aux besoins spécifiques de la mosquée. L'ambition de devenir l'une des plus grandes mosquées de Belgique ou d'Europe est soutenue par une représentation politique croissante de la communauté musulmane au niveau local.
Le projet architectural s'inscrit dans une démarche d'intégration culturelle et urbaine, combinant des éléments maghrébins avec le tissu urbain bruxellois. Outre les espaces sacrés, il inclut des installations éducatives, sportives et commerciales, reflétant une approche holistique de la vie communautaire.
Des préoccupations ont été soulevées quant à une éventuelle ghettoïsation, mais le projet vise à créer des interactions avec le quartier en proposant des espaces ouverts et accessibles à tous. L'architecture, mêlant références culturelles et urbaines, cherche à intégrer la mosquée dans le paysage urbain tout en préservant son identité religieuse,.

## Historique
Cette initiative a été entreprise en réponse à une demande croissante de la communauté musulmane locale pour un espace de culte et un centre communautaire dédié.
À cette époque, la Belgique connaissait une augmentation significative de sa population musulmane, principalement due à l'immigration en provenance des pays du Maghreb, notamment le Maroc, ainsi que d'autres régions à majorité musulmane.
Les fondateurs de la Mosquée Al Khalil étaient des immigrés de première et deuxième générations qui cherchaient à créer un lieu dédié non seulement aux prières, mais aussi à la cohésion communautaire. Initialement, les rassemblements religieux se tenaient dans des salles extrêmement limitées avant que la communauté ne parvienne à réunir les fonds nécessaires pour ériger une mosquée permanente. Cette initiative a permis de doter la communauté musulmane de Molenbeek d'un lieu de culte durable, répondant ainsi à leurs besoins spirituels et sociaux.

## Contexte
La fondation de la Ligue d'entraide islamique - Mosquée Al Khalil s'inscrit dans un contexte socio-économique et politique complexe. Molenbeek est réputée pour sa diversité démographique, mais également pour les défis économiques et sociaux auxquels elle est confrontée, notamment un taux de chômage élevé et une pauvreté marquée parmi certains de ses habitants.
Durant les années 1980 et 1990, la Belgique, et plus particulièrement des communes comme Molenbeek, se trouvaient au cœur des débats sur l'intégration des populations immigrées et la gestion de la diversité religieuse et culturelle. Les politiques d'immigration et d'intégration faisaient souvent l'objet de tensions, et les communautés musulmanes se trouvaient parfois marginalisées. La LEI - Mosquée Al Khalil a ainsi joué un rôle crucial en offrant des services essentiels, tels que des cours de langue arabe, des programmes éducatifs et des activités sociales, contribuant ainsi à l'intégration et au bien-être de ses membres.
Les années 2000 ont été marquées par une intensification des préoccupations sécuritaires en Europe, et Molenbeek a souvent été mise en lumière en raison de la radicalisation de certains jeunes. En réponse, la Mosquée Al Khalil, par le biais de la ligue, a intensifié ses efforts pour promouvoir un islam de paix et de tolérance, tout en collaborant étroitement avec les autorités locales pour prévenir la radicalisation et favoriser la cohésion sociale.
Par ailleurs, la ligue a mis en place diverses initiatives pour soutenir les familles en difficulté, telles que des distributions alimentaires, des conseils juridiques et des programmes d'aide à l'emploi. Ces actions ont consolidé son rôle de pilier communautaire, contribuant à améliorer les conditions de vie à Molenbeek et à renforcer le sentiment de solidarité parmi ses habitants.

## Organes
La Ligue d'entraide islamique - Mosquée Al Khalil détient actuellement le plus grand patrimoine immobilier dédié au culte islamique de Bruxelles. En effet, c’est la plus grande institution musulmane de la Belgique. C’est un espace de rencontre culturelle voué aux citoyens belges de confession musulmane. La LEI  se veut comme un lieu où s’élabore et se transmet une réflexion de l’homme sur lui-même, sur sa relation avec son créateur  ainsi que sa relation avec le reste du monde.
Les principaux objectifs que poursuit cette ligue sont claires, en ce, elle vise à organiser la prière et l’apprentissage des sciences religieuses, à cela s’ajoute de nouvelles activités initiées, en première instance, par les nouvelles générations qui tend à préparer les futures générations à la relève. Il s’agit d’une transition du leadership.
Les différents organes :
- La Mosquée al Khalil

La Mosquée Al Khalil est l’une des plus grandes et importantes du territoire en termes de fréquentation, d’influence et de superficie. Située dans la rue de l’indépendance, à Bruxelles ce lieu de culte accueille des milliers de fidèles pour la prière du vendredi mais aussi durant le mois de Ramadan et à l’occasion des prières de l’Aïd. Les fidèles peuvent également bénéficier d’une consultation et d'une assistance socioreligieuse.
- L’école coranique / L’école arabe

Cette école existe depuis la création de la Mosquée en 1985. Les cours sont octroyés aux femmes, aux hommes, aux jeunes ainsi qu’aux moins jeunes.
Celle-ci permet l’apprentissage de la langue arabe et des sciences religieuses aux jeunes enfants. Encadrée par une équipe pédagogique, elle prend la forme d’un enseignement moderne avec un programme, des manuels scolaires et la mise en place de sessions d’examens et les cours étant organisés le mercredi après-midi et le samedi matin.  L’école arabe représente pour les parents une des seules possibilités de transmettre le patrimoine religieux. Des voyages culturels, des sorties pédagogiques ou encore des fêtes liées aux célébrations religieuses sont également organisés. L’école compte aujourd’hui plus de cinq cents élèves répartis en trois sections : maternelle, primaire et secondaire.
- L’Institut des Études Islamiques

Depuis 1997, des cours de niveau supérieur basés sur les sciences islamiques, la langue arabe et l’histoire du monde musulman sont organisés. Chaque année, une centaine de personnes désirant suivre une formation linguistique afin de pouvoir avoir accès aux sources scripturales arabes y participent[réf. à confirmer].
Ces formations sont réservées à un public mixte et se déroulent durant les périodes du mois de ramadan. Elles connaissent un accroissement d’activités et un certain succès auprès des jeunes, musulmans et convertis. Les cours sont donnés le jeudi de 18h15 à 20h10 et le samedi de 9h30 à 18h30. À la fin du cursus d’une durée de trois ans, les étudiants reçoivent un certificat en sciences islamiques. Cependant, l’attestation de réussite de fin de cycle n’est pas reconnue par les autorités.
- Comité Al Moudjahidine

La création de ce comité revient en réalité à une personnalité phare de la Mosquée Al Khalil : Salwa, d’origine italienne et convertie à l’islam. Elle est l’une des toutes premières femmes à fréquenter la mosquée[réf. à confirmer].
Elle s’est imposée comme porte-parole des femmes de la mosquée. Dès la création de la LEI-mosquée Al Khalil, les femmes participent à la restauration du bâtiment. Dans ces premières années, il s’agit surtout des épouses des bénévoles étant à l’origine de l’achat de l’édifice. Elles viennent en aide aux hommes dans l’entretien des locaux et l’accueil des invités. Elles organisent, au fil des ans, diverses activités humanitaires par la collecte de dons, mais aussi de récoltes de vêtements. Elles mettent également en place des formations, des conférences, des ateliers et une cellule d’écoute destinée aux femmes qui formulaient différentes demandes : aide financière, conseils religieux ou tout simplement recherche d’attention. Ce comité a été créé dans le but de permettre l’émancipation et promouvoir le rôle de la femme musulmane.
- L’école Avicenne

Fondée en 2007, Avicenne est une école purement privé. Cette école vise à préparer des jeunes à passer les examens du jury central du premier degré de l’enseignement général. Elle échappe ainsi à tout contrôle de contenu de la part de l’inspection scolaire et, du coup, ne reçoit aucun subside. Par conséquent, elle est loin d’être gratuite puisqu’il faut s’acquitter d’un droit d’inscription de 1 800 € par élève, montant qui est beaucoup trop élevé pour la plupart des familles.
Cette école dispose d’un programme scolaire semblable aux programmes proposés par la communauté française : 7 heures de maths, 4 heures de français, à cela s’ajoute 2 heures de cours de religion et de culture islamique.
- L’école La plume

École du réseau libre confessionnel, reconnue par la Fédération Wallonie-Bruxelles.
La Plume a ouvert ses portes le 1er septembre 2011. C’est la structure la plus récente implantée au sein de la mosquée Al Khalil, elle accueille actuellement les classes de maternelle jusqu’à la 6e primaire.
Cette école propose une méthode d’enseignement axé sur une pédagogie vivante. Elle met en avant un parcours éducatif individualisé en conjuguant différentes approches didactiques et en tenant compte des besoins de chaque élève.

## Objectifs
Les objectifs de cette Ligue d'Entraide Islamique sont les suivants :
- Offrir une formation de base en sciences islamiques ;
- Permettre aux étudiant.e.s de mieux comprendre et mieux vivre leur foi ;
- Permettre aux étudiant.e.s d’acquérir des clés de lecture et une bonne compréhension du contexte ;
- Former les futurs cadres des institutions/associations islamiques belges.

## Financement
Les sources de financement de la Ligue d’entraide islamique de la Mosquée Al-Khalil sont de différentes natures.
Voici quelques-unes des sources de financement partielles :
- En 2020, la religion islamique bénéficiait de 5 % des finances destinées aux différents cultes par l’État fédéral belge[21].
- En 2022, le culte islamique a reçu 3 417 130 euros de l'État fédéral belge.

Cependant, concernant la LEI, la plupart des experts soupçonnent que la mosquée est principalement financée par sa propre communauté religieuse.
- Dons des fidèles ;
- Parrainages et partenariats ;
- Activités de collecte de fonds ;
- Dons privés ;
- Etc.